# Biblioteca Joaquim Folguera
La Biblioteca Joaquim Folguera és un edifici de la Colònia Güell (Baix Llobregat) inclosa en l'Inventari del Patrimoni Arquitectònic de Catalunya.

## Història
Construït entre 1915 i 1917, va ser inicialment una escola de nenes, i inicialment va servir com a escola de nenes i seu del Patronat Obrer de la Sagrada Família.
Durant la Guerra Civil espanyola, les nenes van ser traslladades a l'Escola del Bosc i l'edifici va quedar a disposició exclusiva del Patronat Obrer, altrament anomenat Centre Parroquial de Sant Lluís. Amb el temps, aquesta part de l'edifici va acabar sent un teatre i altres espais annexes d'usos diversos.
Després del conflicte, una part de l'edifici es va destinar a biblioteca. Manuel Folguera i Duran, pare del poeta Joaquim Folguera i Poal, hi va donar la seva col·lecció personal. Arran del tancament de la fàbrica el 1973, una reunió dels pares dels alumnes va comportar la clausura de la biblioteca per ordre del Govern Civil fins al 1975.
Actualment, l'edifici allotja la Biblioteca Joaquim Folguera, que forma part de la xarxa de Biblioteques Populars de la Diputació de Barcelona, i el Centre Cultural Sant Lluís.

## Descripció
L'edifici respecta les característiques de tot el projecte de la Colònia quant a l'harmonia de materials i estructures externes. És per això que respecta l'alçada mitjana dels edificis de tota la resta del projecte i la façana, quant a materials i proporcions, que s'escau totalment dins del modernisme industrial. De maó vist i arrebossat, ostenta unes proporcions marcadament horitzontals, compensades per la distribució de les obertures i unes franges verticals de maó vist que fraccionen rítmicament tota la façana principal. Té un ample ràfec de teula àrab i una sanefa de maó vist al capdamunt que equilibra el sòcol del mateix material.
La porta d'entrada està situada a l'extrem esquerre de la façana, mentre al dret i part posterior hi ha un jardí amb arbres.